# カリキュラム
カリキュラム (Curriculum) は、一定の教育の目的に合わせて教育内容と学習支援を総合的に計画したものをいう。しばしば教育課程と同義に扱われることもあるが、元々はラテン語の「走る」 (currere) から由来した言葉で「走るコース、走路、ランニングコース」のことをいい、第二次世界大戦後のアメリカから入ってきた概念である。一般に学生、生徒には小学校から大学に至るまでの各学年での時間割として知られるものも、カリキュラムの一部であるがこれは狭義のもので、教育課程とほぼ同じである。
カリキュラムは単に教育課程に狭められるものではなく、より広い意味で教育の目的、教育内容を超えて、教授活動やそれに対する教師の構えのようなものまで拡大して、教育にアプローチする姿勢そのものまでもカリキュラムとして捉えなおすということが、20世紀の半ばあたりから盛んに語られている。そこから提案されてきたカリキュラムのコンセプトは、しばしば文部科学省が学習指導要領を改訂する際にも反映される。現在、カリキュラムは「教育目標、教育内容・教材・教授・学習活動および評価の仕方までを含んだ広い概念として把握し、（中略）"学習者に与えられる学習経験の総体"としてとらえ」られてきている。
カリキュラムはどういう視点からそれを考えるかにより、さまざまな分類がある。実際には小学校から大学まで、それぞれの教育機関の目標と教育的援助への多様な視点からなるカリキュラムを組み合わせて、それぞれの長短を補い合うようにして活用している。

## カリキュラムの諸類型

### 何を中心に置くかによる類型
- 教科中心カリキュラム - 教科内容の教授－学習を中心に据えたカリキュラム。教科を並列的に配列し、それぞれの教科で学ぶ目標を定め、目標達成のための各教科教育内容・教育方法を置いている。教科で教えるべき内容の達成が重視されるため、効率的な内容習得をねらえる学習となるが、反面、学習者心理を無視した授業に陥りやすいという短所もある。 
  - 相関カリキュラム、合科カリキュラム、コアカリキュラム
- 経験中心カリキュラム - 学習者の体験や経験を重視し、それを基盤として成長を促すための教育内容を設定する。そのため、体験学習や問題解決学習、実習、創作などの学習活動が行われる。学習者中心の授業が行われやすいが、反面、明確な教育内容が示されず、授業の成果が曖昧となったり、活動を行うことに終始し、学習者がはいまわったりする可能性もある。

### 評価の姿勢を含んだ類型
- 入出力モデル - 具体的に観察できる教育目標を設定しておいて、それに対応する教材、教具を開発、それを教授＝学習の過程で活用し、その結果を評価する。IN PUTしたものがOUT PUTで出てくるはず、それを目標とし達成を図れるようにしようとするもの。
- 羅生門モデル - 目標に捉われない融通性のある評価の導入。教授＝学習過程における固定の目標を設けず、そこで起こったことすべてを教員、学生のみならず同級生や他の教員など多方面から観察、学習者自身の主観的な学習の記述も尊重して評価する（イリノイ大学、アトキンの提唱）。誰にとって、なにがどうだったのかの評価。名称は黒澤明監督の映画『羅生門』に由来。命名にヒントを提供したのは東洋と言われる[誰によって?]。

### 科目の配列による類型
- 累進型 / 交換型 / 反復型 / 総合型 / くさび型など - 科目の配列によって多様な型が考えられる。主に高等教育で一般教養と専門科目、講義と実習などの組み合わせで活用している。
- スモーガスボード型 - スモーガスボードとは北欧の料理形式で、日本でいうバイキング料理、ビュッフェスタイル。これはいろいろ選択肢のある教科群から学生が個別に選択した教科について学習経験を提供するというもの。多くの大学の一般教育段階で見られる。

## 隠れたカリキュラム
明示的なカリキュラムの他に、学校の制度・政治学的に存在する暗黙的なものを、カリキュラムの一つとしてとらえることもある。これは、隠れたカリキュラム（ヒドゥン・カリキュラム）と呼ばれている。